# Автошлях Т 1931
Автошля́х Т 1931 — автомобільний шлях територіального значення у Сумської області. Проходить територією Великописарівського району через Велику Писарівку — Олександрівку — Пономаренки. Загальна довжина — 5,9 км.

## Маршрут
Автошлях проходить через такі населені пункти:
| Автошлях Т 1931          |        |
| Сумська область          |        |
| Великописарівський район |        |
| Велика Писарівка         |        |
| Олександрівка            |        |
| Пономаренки              | Т 1705 |